# You…
「You…」（ユー）は、KinKi Kidsの堂本剛による楽曲。

## 概要
2019年7月9日に死去したジャニー喜多川を想い、「未来のジャニーズが歌う曲」をテーマに堂本剛が作詞作曲を手掛けた。
ジャニーの死後、グループの座長舞台を控えていたA.B.C-Zの河合郁人が滝沢秀明から「（楽曲を）頼んでみたら」と提案され、その場に居合わせた堂本剛にダメ元でお願いをしたところ二つ返事で快諾。堂本が「A.B.C-Zがどのような曲を望んでいるのか」と5人から曲のキーワードを募り「未来のジャニーズ」というテーマで制作された。
当初は『ABC座 ジャニーズ伝説2019』のメイン曲として提供されたとしていたが、「A.B.C-Zの為に作ってもらったが、様々なジャニーズの人達に歌って欲しい」という河合の思いや「他の作品でも歌い継いで欲しい」という堂本剛の意向により同年開催の『JOHNNYS' IsLAND』でも使用するプランが発表された。
また、KinKi Kidsのコンサート『KinKi Kids Concert Tour 2019-2020 ThanKs 2 YOU』にて、この楽曲のKinKi Kids Versionである「You... -ThanKs 2 YOU-」が披露されている。歌詞は変更されており、ジャニー喜多川が火葬された際のKinKi Kidsのエピソードが綴られている。
2022年2月1日発売のA.B.C-Z初のベストアルバム『BEST OF A.B.C-Z』に収録された。

## 提供先
- ABC座 ジャニーズ伝説2019（2019年10月7日 - 10月29日）
- JOHNNYS' IsLAND（2019年12月8日 - 2020年1月27日）
- ABC座 ジャニーズ伝説2021 at IMPERIAL THEATRE（2021年12月7日 - 21日）[13]